# Bernard (bier)
Bernard is een Tsjechisch biermerk. Het bier wordt gebrouwen in Brouwerij Bernard te Humpolec, Vysočina. De bieren worden niet gepasteuriseerd, in plaats daarvan wordt microfiltratie toegepast om het bier langer te kunnen bewaren. Nadat in 2001 brouwerij Duvel Moortgat mede eigenaar werd van de brouwerij worden de bieren ook wereldwijd geëxporteerd. Bernard bier is momenteel in 26 landen verkrijgbaar.

## Varianten
- Sváteční ležák, blond bier met een alcoholpercentage van 5%
- Jantarový ležák, amber bier met een alcoholpercentage van 4,7%
- Černý ležák, donkerbruin bier met een alcoholpercentage van 5,1%
- Světlé pivo, blond light bier met een alcoholpercentage van 3,8%
- Kvasnicová desítka, blond bier met een alcoholpercentage van 4,2%
- Jedenacktka ležák, blond bier met een alcoholpercentage van 4,5%
- Tradiční světlý ležák, blond bier met een alcoholpercentage van 4,7%
- s těžkou hlavou OX, goudblond bier met een alcoholpercentage van 5,8%

### Alcoholarm bier (max 0,5%)
- s čistou hlavou Free, blond alcoholarm bier
- s čistou hlavou Jantar, amber alcoholarm bier
- s čistou hlavou Švestka, donker alcoholarm fruitbier (met abrikozen)
- s čistou hlavou Višeň, rood alcoholarm kriekenbier

## Prijzen
- Tábor 2009, Česká pivní pečeť – gouden medaille voor s těžkou hlavou OX

- České Budějovice 2011, Pivo České republiky – gouden medaille voor s čistou hlavou Višeň
- České Budějovice 2011, Pivo České republiky – zilveren medaille voors čistou hlavou Free
- České Budějovice 2011, Pivo České republiky – zilveren medaille voor s čistou hlavou Švestka
- České Budějovice 2011, Pivo České republiky – gouden medaille voor Jedenacktka ležák
- České Budějovice 2011, Pivo České republiky – bronzen medaille voor s těžkou hlavou OX
- Jihlava, Sdružení přátel piva 2011 – bronzen medaille voor Jantarový ležák
- Jihlava, Sdružení přátel piva 2011 – bronzen medaille voor s čistou hlavou Free
- Jihlava, Sdružení přátel piva 2011 – gouden medaille voor s čistou hlavou Jantar
- Jihlava, Sdružení přátel piva 2011 – bronzen medaille voor Světlé pivo
- Praag 2011, Svatováclavská slavnost českého piva – zilveren medaille voor Tradiční světlý ležák
- Tábor 2011, Česká pivní pečeť – gouden medaille voor s čistou hlavou Višeň
- Tábor 2011, Česká pivní pečeť – gouden medaille voor s těžkou hlavou OX
- Žatec, Žatecká Dočesná 2011 – gouden medaille voor Světlé pivo
- Žatec, Žatecká Dočesná 2011 – zilveren medaille voor Jantarový ležák
- Žatec, Žatecká Dočesná 2011 – bronzen medaille voor Tradiční světlý ležák

- Australian International Beer Awards 2012 – bronzen medaille voor Jantarový ležák
- Brussels Beer Challenge 2012 – gouden medaille voor Sváteční ležák
- České Budějovice 2012, Pivo České republiky – zilveren medaille voor Tradiční světlý ležák
- Litoměřice 2012, Sdružení přátel piva – zilveren medaille voor s čistou hlavou Free
- Litoměřice 2012, Sdružení přátel piva – bronzen medaille voor Jedenacktka ležák
- Litoměřice 2012, Sdružení přátel piva – bronzen medaille voor Světlé pivo
- Praag 2012, Svatováclavská slavnost českého piva – gouden medaille voor s čistou hlavou Jantar
- Praag 2012, Svatováclavská slavnost českého piva – bronzen medaille voor Jedenacktka ležák

- Australian International Beer Awards 2013 – bronzen medaille voor Černý ležák
- České Budějovice 2013, Pivo České republiky - gouden medaille voor Sváteční ležák
- České Budějovice 2013, Pivo České republiky – zilveren medaille voor Černý ležák
- České Budějovice 2013, Cerevisia Specialis – zilveren medaille voor s čistou hlavou Švestka
- Praag 2013, Svatováclavská slavnost českého piva – bronzen medaille voor s čistou hlavou Jantar
- Tábor 2013, Česká pivní pečeť - bronzen medaille voor Sváteční ležák
- Tábor 2013, Česká pivní pečeť – gouden medaille voor s čistou hlavou Švestka
- Tábor 2013, Česká pivní pečeť – bronzen medaille voor s čistou hlavou Višeň
- Ústí nad Labem 2013, Ústecký pivní jarmark – bronzen medaille voor Černý ležák